# Pistolet laser
Pour les autres significations, voir Pistolet laser (équipement sportif).
 (février 2024).
Si vous disposez d'ouvrages ou d'articles de référence ou si vous connaissez des sites web de qualité traitant du thème abordé ici, merci de compléter l'article en donnant les références utiles à sa vérifiabilité et en les liant à la section « Notes et références ».

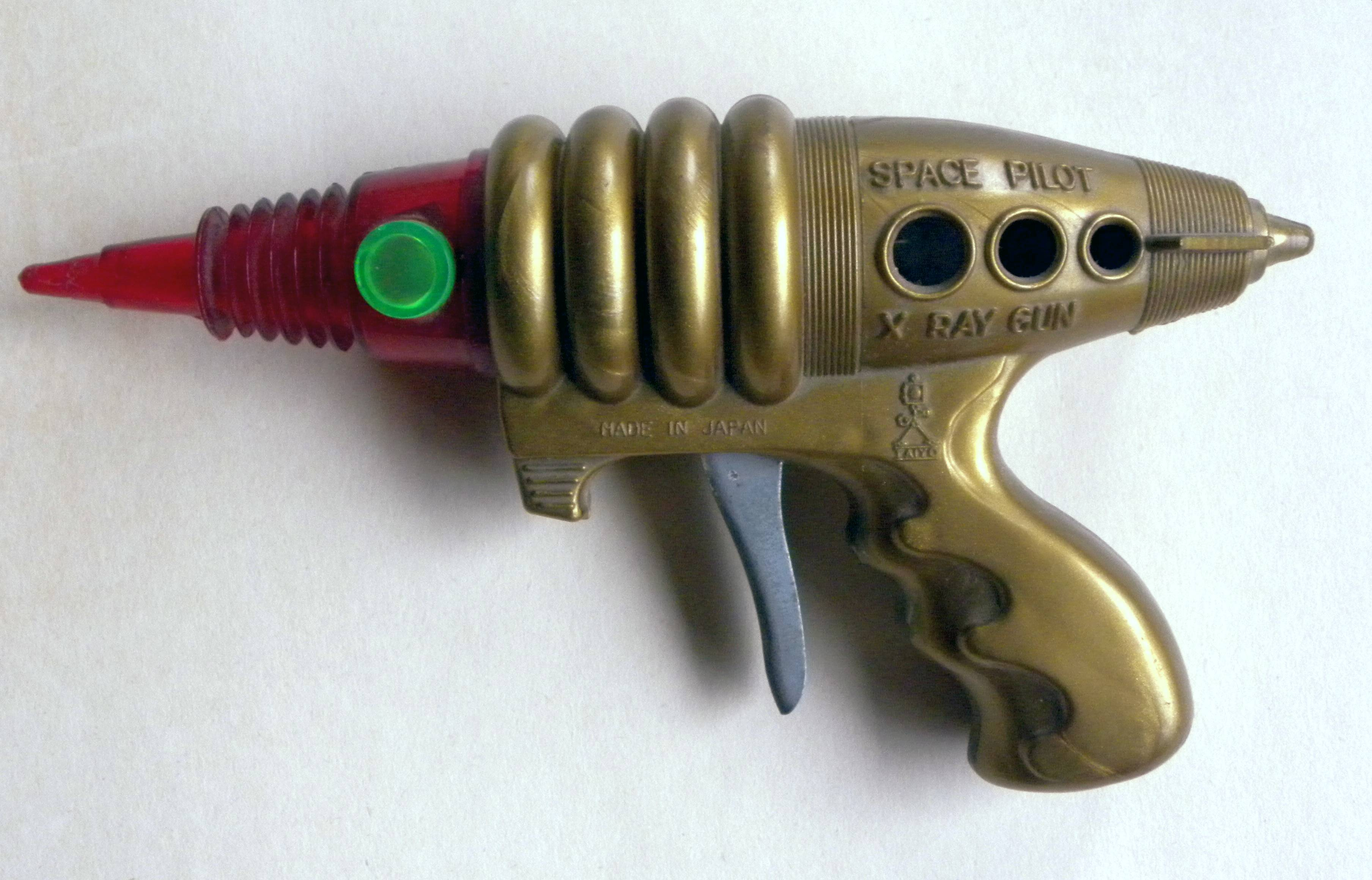
Jouet représentant un pistolet laser.

Un pistolet laser (ou pistolaser, pistolet à rayons et autres dénominations) est une arme imaginaire (souvent présente dans les films et ouvrages de science-fiction) ou un outil qui peut tirer un rayon ou un faisceau d'énergie capable de tuer, de blesser, de perforer ou fondre des matériaux ou de paralyser (voir rayon de la mort). Malgré son nom, il n'implique pas toujours un rayon laser et peut aussi générer du plasma.
Les tirs de pistolets laser, dans la licence Star Wars, font l'objet de débats et d'analyse sur ce qui permet aux utilisateurs de la Force d'en dévier les tirs.
Dans la science-fiction, les pistolets laser sont les armes les plus communes, ayant fait leur apparition au moins dès les années 1920. Ils étaient alors appelés « pistolets à énergie », « pistolets à rayons », « radiants », « fulgurateurs », etc., et dès l'invention du laser en1960, furent souvent baptisés « lasers ». Les limites du laser étant démontrées par la suite (dans les années 1970), cela donna quelques nouveaux changements de vocabulaire, tels que « phaser » dans Star Trek et « plasma » dans Terminator.
Cependant, si la technologie actuelle permettrait de fabriquer des armes portables capables tout du moins de brûler, trouer ou aveugler, leur inconvénient majeur reste leur poids, les rendant difficilement maniables. De plus, grandes consommatrices d'énergie et ne délivrant pas suffisamment de puissance, leur alimentation énergétique est un autre obstacle (le rendement du laser à dioxyde de carbone ne dépasse pas 10 %). Les lasers de puissance réclament aussi un circuit de refroidissement adapté, très lourd et très bruyant. La seule efficacité à une distance relative d'un pistolet laser raisonnablement utilisable avec les techniques actuelles est un effet d'éblouissement temporaire de l'adversaire. 